# Khu chứng tích Sơn Mỹ

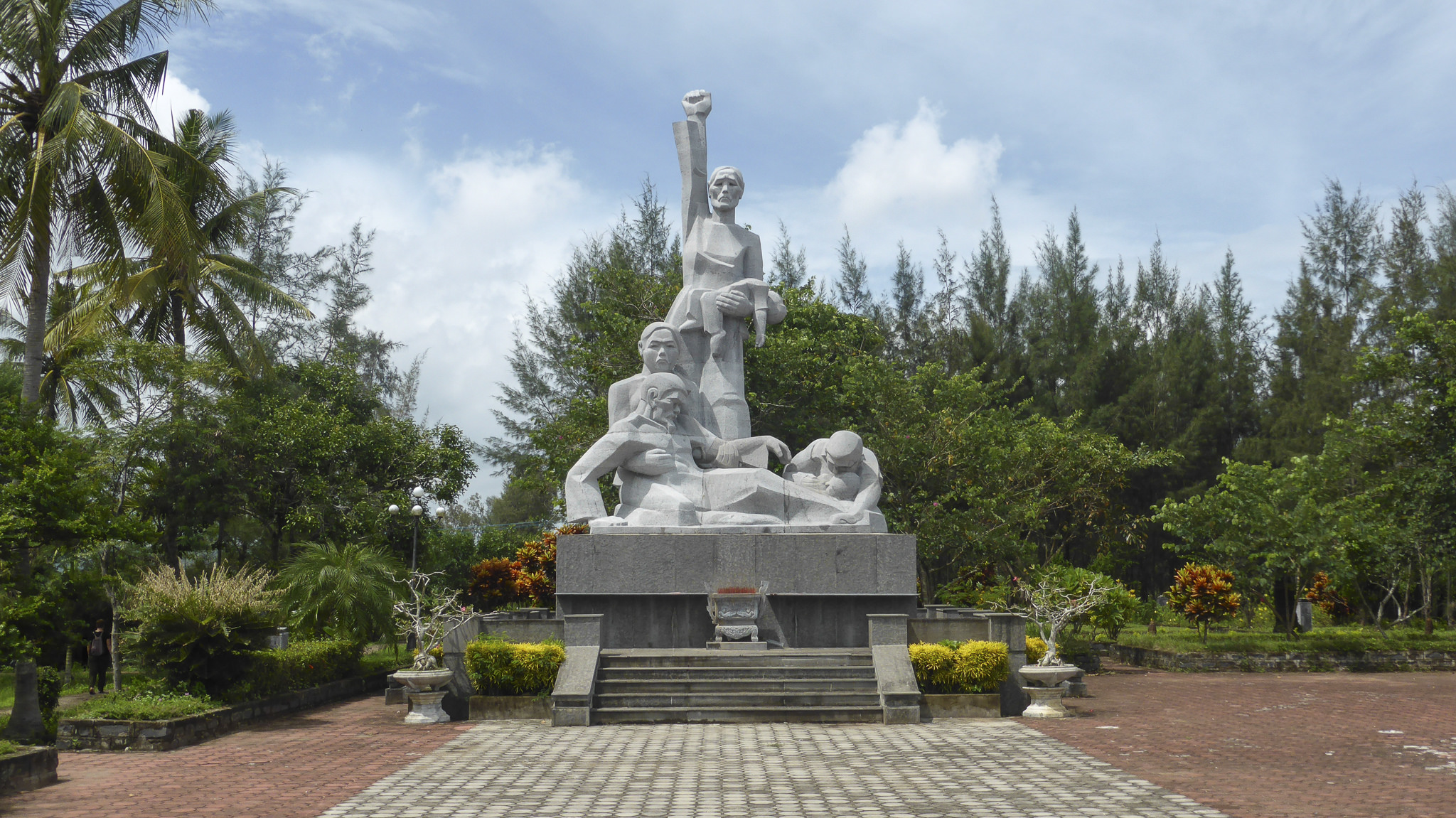
Đài tưởng niệm các nạn nhân tại Sơn Mỹ

Khu chứng tích Sơn Mỹ (hay Khu chứng tích Mỹ Lai), nằm trên quốc lộ 24B thuộc địa phận thôn Tư Cung, xã Tịnh Khê, Thành phố Quảng Ngãi, tỉnh Quảng Ngãi, là nơi tưởng nhớ vụ thảm sát Sơn Mỹ (còn được biết đến là vụ thảm sát Mỹ Lai), thực hiện bởi một lực lượng của Quân đội Hoa Kỳ vào buổi sáng ngày 16 tháng 3 năm 1968, trong Chiến tranh Việt Nam. Ngày nay, du khách có thể trực tiếp nhìn thấy những bức ảnh ghi lại tội ác chiến tranh được trưng bày tại nhà chứng tích Sơn Mỹ hoặc tại Bảo tàng chứng tích chiến tranh (Thành phố Hồ Chí Minh) và Bảo tàng Cách mạng Việt Nam (Hà Nội).

## Lịch sử
- Vào sáng ngày 16 tháng 3 năm 1968, quân đội Hoa Kỳ thực hiện truy quét lực lượng Việt Cộng tại Mỹ Lai (Sơn Mỹ). Binh lính dồn dân chúng, gồm phần lớn là phụ nữ, trẻ em và người già, rồi tiến hành xả súng giết hại họ, cùng với việc đốt cháy nhà cửa và tiêu diệt vật nuôi như trâu. Có các tài liệu[1],[2] cho thấy binh lính còn hãm hiếp phụ nữ và trẻ em trước khi giết họ. Tổng số 504 dân thường đã bị giết cho đến khi một nhóm lính Mỹ từ một máy bay trực thăng quân sự của Hoa Kỳ can thiệp.
- Năm 1978, khu chứng tích Sơn Mỹ được xây dựng để ghi nhớ tội ác chiến tranh này.
- Khu chứng tích Sơn Mỹ được Bộ Văn hóa, Thể thao và Du lịch Việt Nam công nhận là di tích quốc gia theo quyết định số 54 - VHTT/QĐ ngày 29 tháng 4 năm 1979.
- Năm 2002, Khu chứng tích Sơn Mỹ được công nhận là di tích quốc gia đặc biệt quan trọng.
- Khu chứng tích Sơn Mỹ là di tích thảm sát duy nhất tại Việt Nam còn giữ được những bức ảnh quan trọng thể hiện lại tội ác chiến tranh này.
- Năm 2003, Bộ Văn hóa - Thể thao và Du lịch hỗ trợ 11,7 tỷ đồng nâng cấp công trình. Khuôn viên ngoài trời được phục dựng với cảnh tượng tang tóc giống xưa. Nhà trưng bày xây theo mô típ nhà mồ. Công trình có thêm nhà ăn, phòng khách và phòng xem phim tài liệu Tiếng vĩ cầm ở Mỹ Lai. Đặc biệt, năm 2007, một cựu chiến binh Mỹ đã vượt nửa vòng trái đất để dâng tặng Ban quản lý khu chứng tích cuốn video quay cảnh cuồng sát này nhân kỷ niệm 40 năm vụ thảm sát.
- Ngày 5 tháng 9 năm 2007, đạo diễn Mỹ Oliver Stone đã về đây để khám phá sự thật về vụ thảm sát phục vụ cho bộ phim sắp quay tại Quảng Ngãi và Đà Nẵng: Pink Ville[3][4].

## Vị trí
Di tích nằm trên quốc lộ 24B đi Cảng Sa Kỳ - Dung Quất, cách khu du lịch biển Mỹ Khê 3 km về phía tây, cách trung tâm thành phố Quảng Ngãi 13 km về phía đông bắc.

## Hình ảnh
Đài tưởng niệm và di tích tại Sơn Mỹ
- Mộ của nạn nhân một tuổi của vụ thảm sát Mỹ Lai, ngày 16 tháng 3 năm 1968.
- Ngôi mộ tập thể cho 12 nạn nhân của vụ thảm sát Mỹ Lai, ngày 16 tháng 3 năm 1968
- Điêu khắc trong vườn của khu tưởng niệm vụ thảm sát Mỹ Lai thứ nhất.
- Điêu khắc trong vườn của khu tưởng niệm vụ thảm sát Mỹ Lai thứ hai.
- Đài tưởng niệm chiến hào của 170 nạn nhân.
- Danh sách tên và tuổi của nạn nhân.